# 雙帶扁鱂
雙帶扁鱂（学名：Epiplatys bifasciatus），為輻鰭魚綱鯉齒目鰕鱂亞目鰕鱂科的其中一種，為熱帶淡水魚，其种加词“bifasciatus”意为“双带的”。分布於非洲塞內加爾、甘比亞、幾內亞、馬利、布吉納法索、尼日、迦納、多哥、貝南、奈及利亞、喀麥隆、查德、中非共和國與蘇丹淡水流域，體長可達6公分，棲息在草原上的溪流、沼澤底中層水域，生活習性不明，可作為觀賞魚。